# Kalikreiny

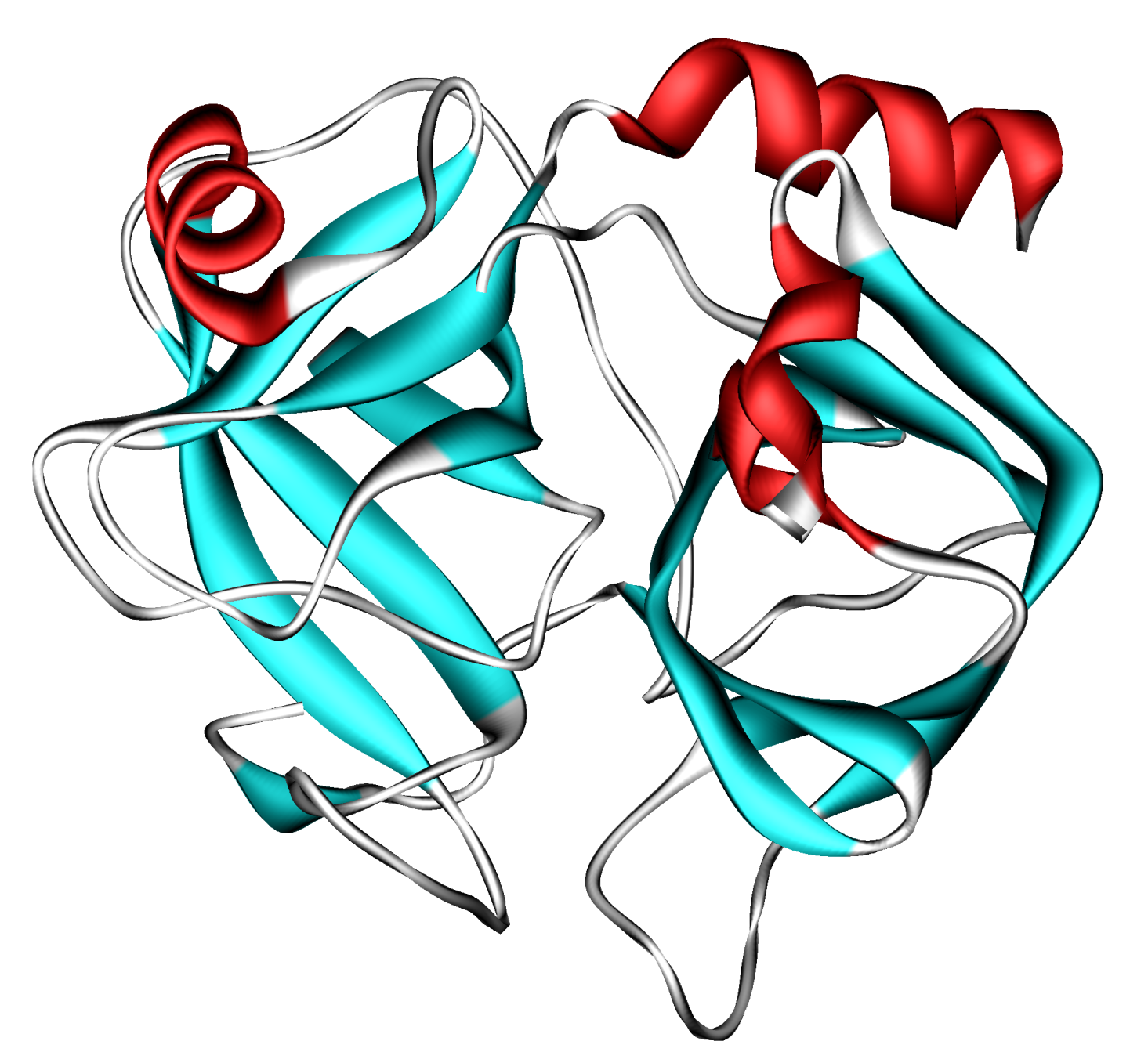
Model trójwymiarowy struktury przestrzennej kalkreiny

Kalikreiny (kalikreiny tkankowe i osoczowa, EC 3.4.21) – grupa peptydaz wchodzących w skład rodziny enzymów proteolitycznych należących do proteaz serynowych. Łącznie opisano 15 wariantów kalikreiny.
Kalikreiny są obecne m.in. w komórkach gruczołów zewnątrzwydzielniczych, w granulocytach obojętnochłonnych i płynach ustrojowych.
Prekalikreina osoczowa jest kodowana przez pojedynczy gen i jest syntetyzowana w hepatocytach. Z krążącej we krwi prekalikreiny pod wpływem czynnika XII krzepnięcia krwi (czynnik Hagemana) powstaje kalikreina osoczowa.
Zadaniem kalikrein jest tworzenie kinin (bradykininy i kallidyny) oraz plazminy.
Kininogen + kalikreina → bradykinina/kallidyna
Plazminogen + kalikreina → plazmina

## Znaczenie kliniczne
Dwie z kalikrein mają znaczenie jako markery nowotworowe w diagnostyce i leczeniu raka prostaty: PSA i human glandular kallikrein (hK2).